# Ironton (Michigan)
Ironton – jednostka osadnicza w USA, w stanie Michigan, w hrabstwie Charlevoix. Miejscowość leży na południowym wybrzeżu jeziora Charlevoix.